# Cisal
La Confederazione italiana sindacati autonomi lavoratori (in sigla CISAL) è un sindacato italiano, particolarmente presente nel pubblico impiego dove ha il requisito della maggiore rappresentatività in alcuni comparti ed è quindi firmataria di contratti collettivi nazionali di lavoro.
È rappresentata nel Consiglio nazionale dell'economia e del lavoro (CNEL), i cui componenti sono designati dalla Presidenza del Consiglio dei ministri sulla base della rappresentatività.

## Storia
La CISAL nasce il 24 ottobre 1957 a Roma, frutto della fusione di numerose organizzazioni sindacali del settore del parastato, enti locali, bancari, elettrici e metalmeccanici. Tradizionalmente forti nella scuola, negli anni '70 hanno acquisito una certa influenza all'interno di vari comparti statali o ex statali quali trasporti ferroviari, trasporti aerei con prevalenza nelle regioni centro-meridionali.
Dal 2003 il segretario generale della Confederazione è Francesco Cavallaro, già responsabile per le politiche organizzative confederali e segretario nazionale della FNASLA-CISAL (Federazione nazionale autonoma sindacati lavoratori agricoli).

## Adesioni internazionali
Nella qualità di socio fondatore, la CISAL fa parte della Confederazione europea dei sindacati indipendenti – CESI – con sede a Bruxelles.

## Federazioni aderenti
La CISAL dichiara di avere oltre 1 400 000 iscritti.
Le federazioni aderenti sono:
- CISAL Terziario
- CISAL credito e assicurazioni
- CISAL medici
- CISAL ricerca Enea
- CISAL sanità
- CISAL scuola
- CISAL università
- CISAL VV.FF.
- Coordinamento lavori in mobilità
- Coordin.to settore trasporti-servizi appalti FS, supporto sistemi trasporto
- Federazione enti e rappresentanti di commercio
- Federazione autonoma Artieri Galoppo
- Federazione autonoma italiana lavoratori energia
- Federazione autonoma italiana lavoratori metalmeccanici e servizi
- Federazione autonoma italiana lavoratori poligrafici, grafici e cartai
- Federazione autonoma italiana lavoratori postelegrafonici
- Federazione autonoma italiana lavoratori tessili
- Federazione autonoma italiana sindacati autoferrotranvieri
- Federazione autotrasporto merci ed autonoleggio da rimessa
- Federazione forze di polizia
- Federazione gestori carburanti e affini
- Federazione italiana autonoma dipendenti enti locali
- Federazione italiana dipendenti regioni, autonomie locali, servizi ed igiene ambientale
- Federazione italiana autonoma lavoratori chimici
- Federazione Italiana Autonoma Lavoratori Pubblici
- Federazione italiana autonoma lavoratori spettacolo e turismo
- Federazione Italiana Giornalismo Editoria e Comunicazione
- Federazione italiana lavoratori emigrazione ed immigrazione
- Federazione italiana lavoratori del petrolio e multiutility
- Federazione italiana liberi professionisti
- Federazione italiana pensionati
- Federazione italiana sindacati autonomi lavoratori
- Federazione lavoratori stranieri
- Federazione marittimi
- Federazione nazionale autonoma coltivatori mezzadri allevatori
- Federazione nazionale autonoma sindacati lavoratori agricoli
- Federazione nazionale artisti vari
- Federazione nazionale autonoma tassisti
- Federazione nazionale sindacati autonomi lavoratori commercio
- Federazione trasporto aereo
- Sindacato autonomo inquilini
- Sindacato autonomo lavoratori terziario e affini euganeo
- Sindacato autonomo professionisti emergenti
- Sindacato indipendente Banca Centrale
- Sindacato italiano autonomo lavoratori telematici
- Sindacato lavoratori autostrade
- Sindacato nazionale addetti al turismo nautico
- Sindacato nazionale autonomo dei Lavoratori dell'Anas
- Sindacato nazionale autonomo dirigenti prefettizi
- Sindacato nazionale autonomo lavoratori case da gioco
- Sindacato nazionale autonomo lavoratori polizie locali di Italia
- Sindacato nazionale autonomo lavoratori vigilanza
- Sindacato nazionale delle comunicazioni
- Sindacato nazionale lavoratori edili